# Ligne de Saint-Just-en-Chaussée à Douai
La ligne de Saint-Just-en-Chaussée à Douai est une ligne ferroviaire française, en grande partie à voie unique, reliant Saint-Just-en-Chaussée à Douai, en passant notamment par Montdidier, Péronne et Cambrai.
Partiellement déclassée, elle constitue la ligne no 259 000 du réseau ferré national. Désormais, seule la section entre Cambrai et Douai est encore en service voyageurs, pour le réseau TER Hauts-de-France.

## Historique

### Section de Saint-Just-en-Chaussée à Cambrai
La construction de la ligne de Saint-Just-en-Chaussée à Cambrai est en partie imputable à la loi du 12 juillet 1865 sur les chemins de fer d'intérêt local, transférant certaines compétences de l'État aux départements et instaurant des subventions en capital, partagées entre l'État et la collectivité concédante. La Compagnie des chemins de fer du Nord combat avec virulence cette loi, susceptible de donner naissance à de nouvelles compagnies la concurrençant sur le plan local ; en vain. En même temps, le Nord ne se montre pas intéressé par la plupart des concessions des lignes d'intérêt local, estimant que la subvention de 150 000 francs par kilomètre est insuffisante pour les construire correctement. Au moment où la compétition augmente, la Compagnie change d'avis et traite avec les départements, d'abord l'Oise et la Somme, afin d'obtenir les concessions des lignes prévues par ces départements. Une convention dans ce sens est passée avec le préfet de l'Oise le 28 mars 1870.

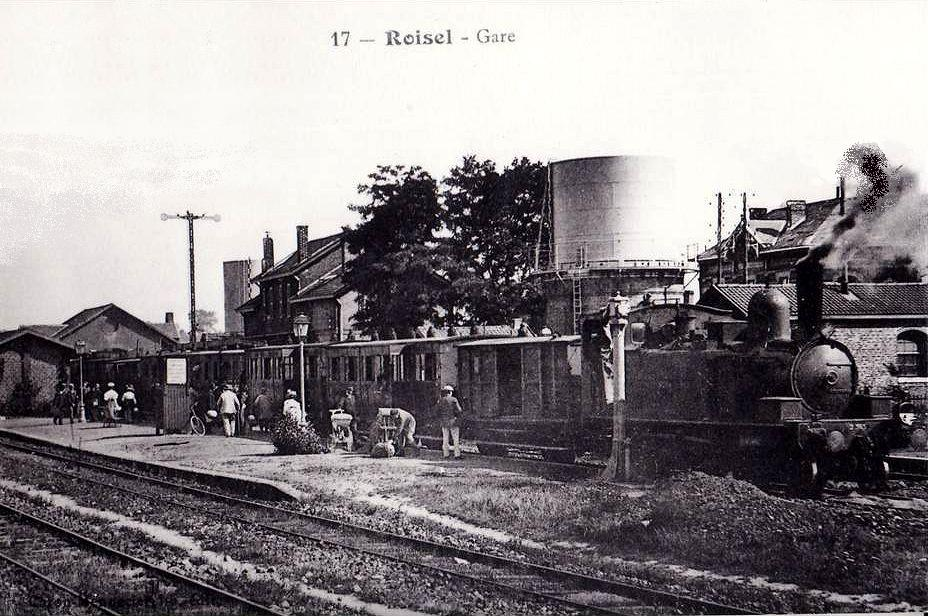
Train de voyageurs en gare de Roisel, alors que l'exploitation était encore proche de celle d'une ligne d'intérêt local.

Dans l'Oise, il s'agit de la ligne de Compiègne à la limite du département de l'Aisne vers Soissons, de la ligne de Pont-Sainte-Maxence à Roye, de la ligne de Beauvais à Gisors-Embranchement, de la ligne de Beauvais à Compiègne, de la ligne de La Rue-Saint-Pierre à Saint-Just-en-Chaussée et de la ligne de Saint-Just-en-Chaussée à la limite du département de la Somme près de Domfront - Domélien. Dans la Somme, il s'agit de la ligne de Saint-Omer-en-Chaussée à Abancourt et de la ligne de Conty à Amiens. La déclaration d'utilité publique pour les lignes situées dans le département de l'Oise est obtenue le 6 juin 1872,.
La ligne d'intérêt local de la limite du département de l'Oise à Épehy, dans la Somme également, est accordée à la Compagnie des chemins de fer de Picardie et des Flandres par une convention signée le 14 janvier 1869 entre le préfet de la Somme et Messieurs Debrousse et Ernest Baroche. Cette convention est approuvée par un décret impérial le 15 mai suivant qui déclare la ligne d'utilité publique à titre d'intérêt local. La section d'Épehy à Cambrai, dans le département du Nord, est concédée par des conventions signées les 6 avril 1872 et 22 janvier 1873 entre le préfet du département du Nord et la Compagnie des chemins de fer de Picardie et des Flandres. Cette convention est approuvée par un décret le 2 mai 1873 qui déclare la ligne d'utilité publique à titre d'intérêt local. Dans cette perspective, et étant donné que cette compagnie est une alliée de la Compagnie du Nord, cette dernière rétrocède la concession pour la section de Saint-Just à la limite du département de la Somme à la première. Le Picardie-Flandres construira donc la totalité de la liaison Saint-Just - Cambrai. Par ailleurs, la compagnie rompra rapidement son entente avec le Nord en sollicitant et obtenant des concessions que cette dernière compagnie avait convoitées,.

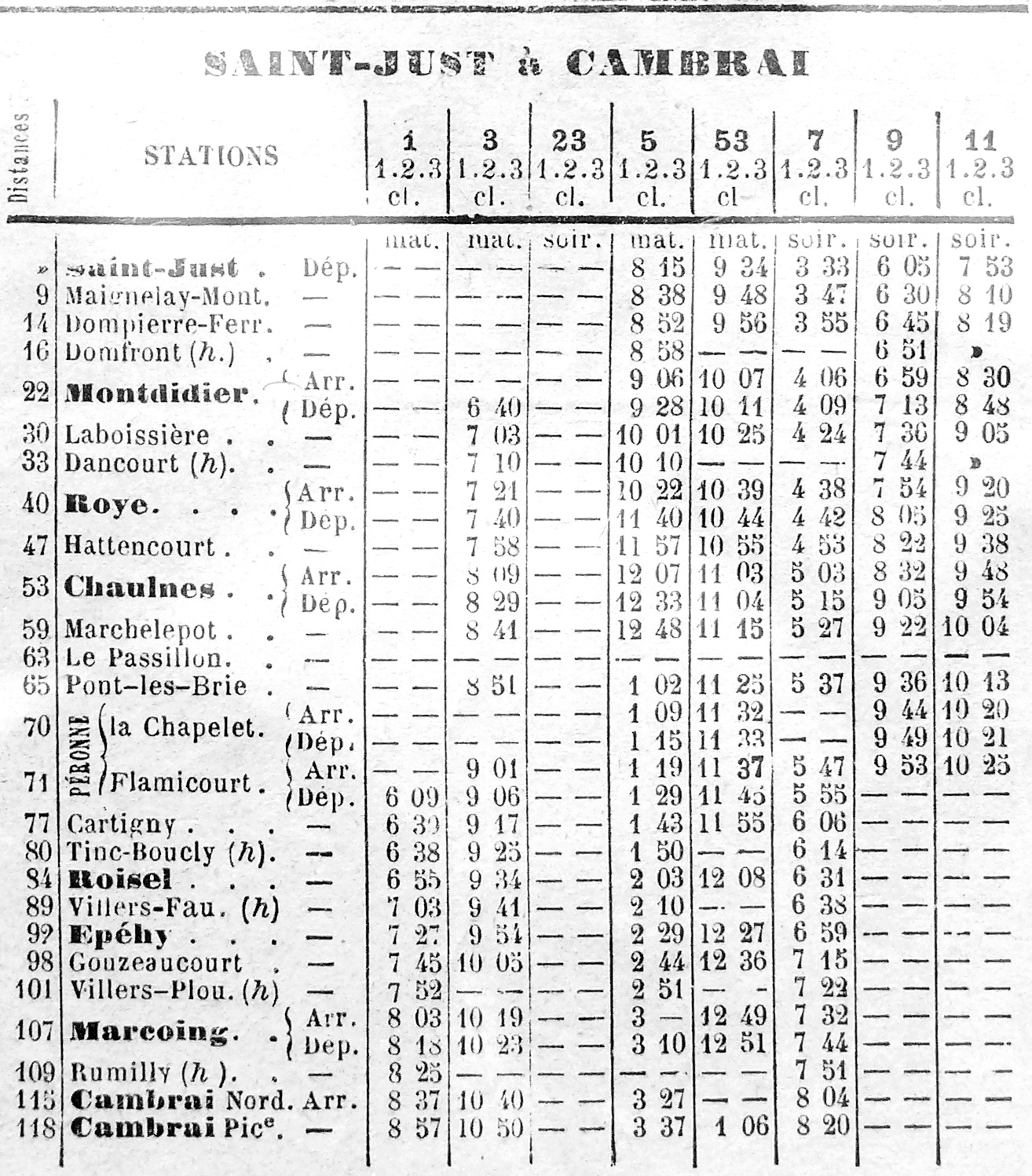
Horaires de la ligne au service d'hiver 1890.

L'ouverture de la ligne est successive, en fonction de la progression des travaux : Montdidier - Péronne le 1er septembre 1873 (50,035 km) ; Péronne - Épehy le 1er octobre 1873 (21,110 km) ; Saint-Just-en-Chaussée à la limite du département le 16 juillet 1875 (21,110 km) et de là jusqu'à Montdidier le 25 juillet 1875 (20,640 km au total) ; et d'Épehy à Cambrai le 16 novembre 1876 (23,428 km). La longueur totale de la ligne porte ainsi sur 115,213 km (Saint-Just - Cambrai). En 1880, le Nord rachète les 162 km de lignes du Picardie-Flandres dans des conditions très avantageuses. La ligne est reprise définitivement par la Compagnie des chemins de fer du Nord selon les termes d'une convention signée entre le ministre des Travaux publics et la compagnie le 5 juin 1883. Cette convention est approuvée par une loi le 20 novembre suivant qui reclasse la ligne dans le réseau d'intérêt général. Finalement, l'exploitation de la totalité de la ligne par le Picardie-Flandres aura duré moins de quatre ans.

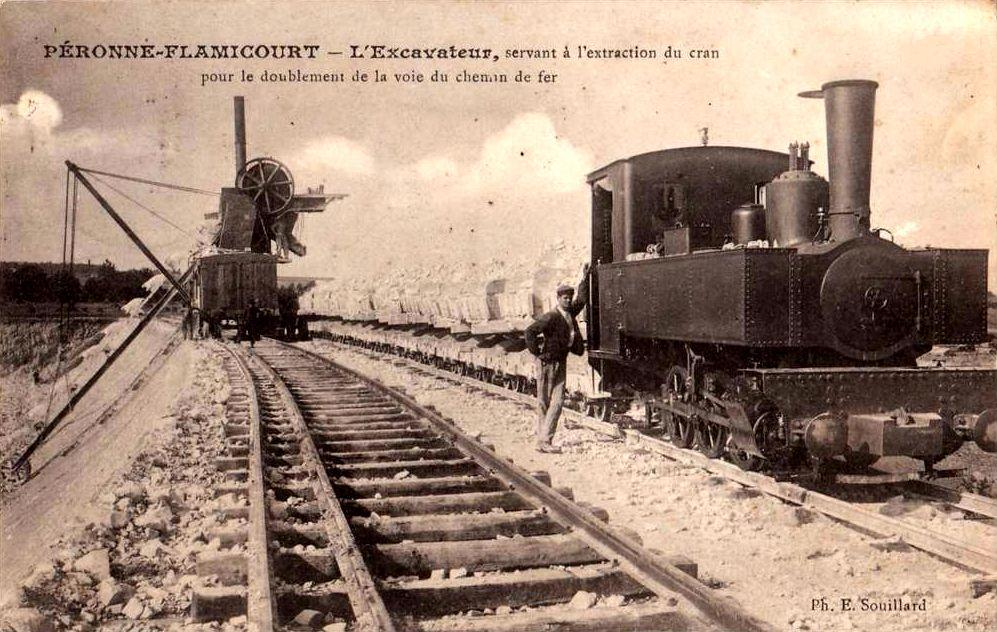
Travaux de doublement de la voie près de Péronne ; locomotive de chantier.

La mise à double voie de la section de Montdidier à Cambrai est entreprise vers 1908/10 ; dans ce cadre, les principales gares, comme Roye, Péronne et Roisel, sont dotées de nouveaux bâtiments voyageurs plus spacieux.
Au cours de la Première Guerre mondiale, la bataille de la Somme soumet la section de Montdidier à Cambrai à de multiples bombardements, puis au sabotage de l'armée allemande en retraite. Le service public cesse sur cette section, deux omnibus par sens étant maintenus entre Saint-Just et Montdidier.
L'invasion allemande au printemps 1940 perturbe l'exploitation de la ligne, et un service régulier ne peut être repris qu'au début du mois d'août. Entre fin 1940 et début 1942, l'horaire est assez bien fourni. Des express Paris - Douai et Paris - Valenciennes circulent sur la ligne, ce dernier incorporant même une voiture-restaurant. Ensuite, le programme de circulations est limité aux seuls trains omnibus. Lors des combats de Libération, le nord de la ligne au-delà de Roye subit des destructions. Ne circulent plus qu'un train marchandises-voyageurs Saint-Just - Montdidier et un omnibus Montdidier - Roye.
Après la difficile période de reconstruction, le trafic reste en dessous de son niveau d'avant-guerre. La section la moins fréquentée de Saint-Just à Montdidier est fermée au service voyageurs le 22 mai 1955. Sur la section de Montdidier à Cambrai, la deuxième voie est déposée, les croisements de train étant reportés dans les gares ouvertes à la sécurité.
Malgré l'intérêt de la ligne, le service voyageurs est également supprimé le 1er avril 1970 entre Montdidier et Cambrai. Ensuite, la desserte marchandises est également supprimée sur les sections de Saint-Just à Maignelay-Montigny (8,7 km), de Laboissière - Fescamps à Roye (9,8 km), et de Roisel à Épehy (7,8 km). Les sections subsistantes sont donc desservies depuis Montdidier (jusqu'à Maignelay-Montigny et Laboissière - Fescamps), depuis Chaulnes (jusqu'à Roye et Roisel), et depuis Cambrai (jusqu'à Épehy).
La desserte de Maignelay-Montigny depuis Montdidier est abandonnée le 1er février 1971. Dernièrement, les sections de Montdidier à Laboissière-Fescamps (déclassement le 10 avril 1996) ; de Chaulnes à Roisel et d'Épehy à Marcoing perdent tour à tour leur trafic de marchandises. Or, le tronçon sans trafic de Roisel à Marcoing n'est déclassé qu'entre Villers-Faucon et Épehy. En 2012, ne sont plus desservies en fret que les courts tronçons de Cambrai à Marcoing (8,3 km) et de Chaulnes à Roye (13,5 km) (voir ci-dessous).

### Section de Cambrai à Douai
Une convention signée le 6 juillet 1875 entre le ministre des Travaux publics et la Compagnie des chemins de fer de Picardie et des Flandres la ligne de Cambrai à Douai. Cette convention est approuvée à la même date par un décret qui déclare la ligne d'utilité publique à titre d'intérêt général.
La Compagnie des chemins de fer de Picardie et des Flandres est concessionnaire de la ligne d'intérêt général de Cambrai à Douai. Cependant, un an avant l'ouverture de la section en date du 6 août 1881, la compagnie est absorbée par le Nord, comme exposé ci-dessus. C'est donc le Nord qui ouvre directement la section de Cambrai à Douai.
La deuxième voie existe encore sur la totalité de la section en 1951. Elle est d'abord déposée entre Cambrai et Aubigny-au-Bac, mais subsiste encore entre cette dernière gare et Douai en 1960.
L'électrification de cette section en 25 kV AC, de fréquence 50 Hz, est effective depuis le 14 septembre 1993, dont le but était notamment de permettre au TGV de desservir Cambrai. Depuis le printemps 1970, la section de Cambrai à Douai est la dernière à conserver la desserte voyageurs.

### Dates de déclassement
La ligne a été déclassée par tronçons aux dates suivantes :
- Saint-Just-en-Chaussée – Maignelay-Montigny (P.K. 80,510 à 87,320, soit 6,810 km) : 29 octobre 1970 ;
- Maignelay-Montigny – Montdidier (P.K. 87,320 à 98,470, soit 11,150 km) : 26 juillet 1973 ;
- Laboissière-Fescamps – Roye (P.K. 110,000 à 118,175, soit 8,175 km) : 24 février 1975[18] ;
- Villers-Faucon – Épehy (P.K. 165,235 à 170,984, soit 5,749 km) : 31 août 1989[18] ;
- Montdidier – Laboissière-Fescamps (P.K. 99,750 à 110,000, soit 10,250 km) : 10 avril 1996[18] ;
- Péronne – Roisel (reconverti en voie verte[19],[20]) : années 2010 (date à préciser).

Vestiges de la ligne à Péronne, dans les années 2010
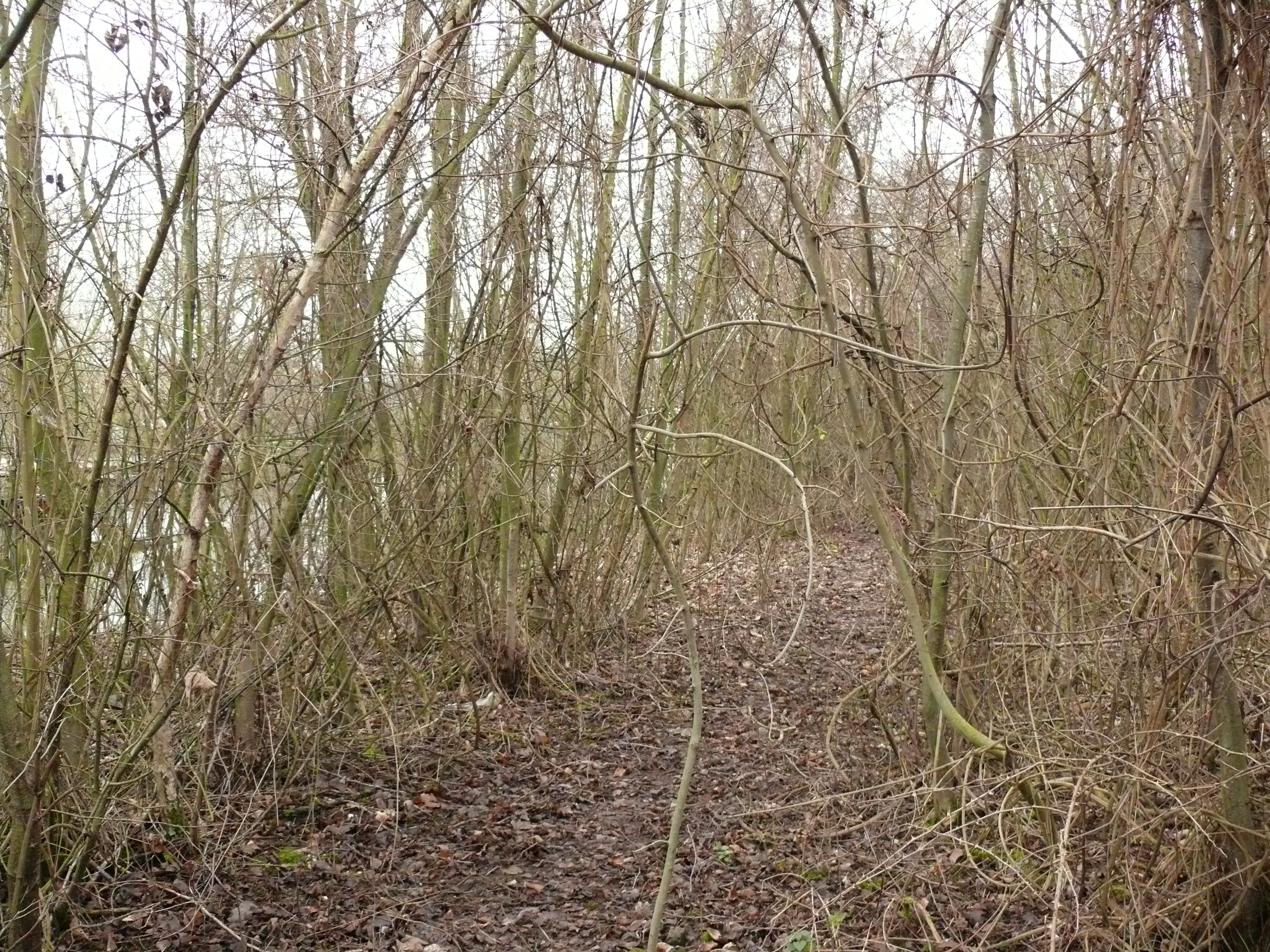
Les taillis ont eu le temps de pousser sur la plate-forme de la ligne, en amont de la gare de Péronne-Flamicourt.
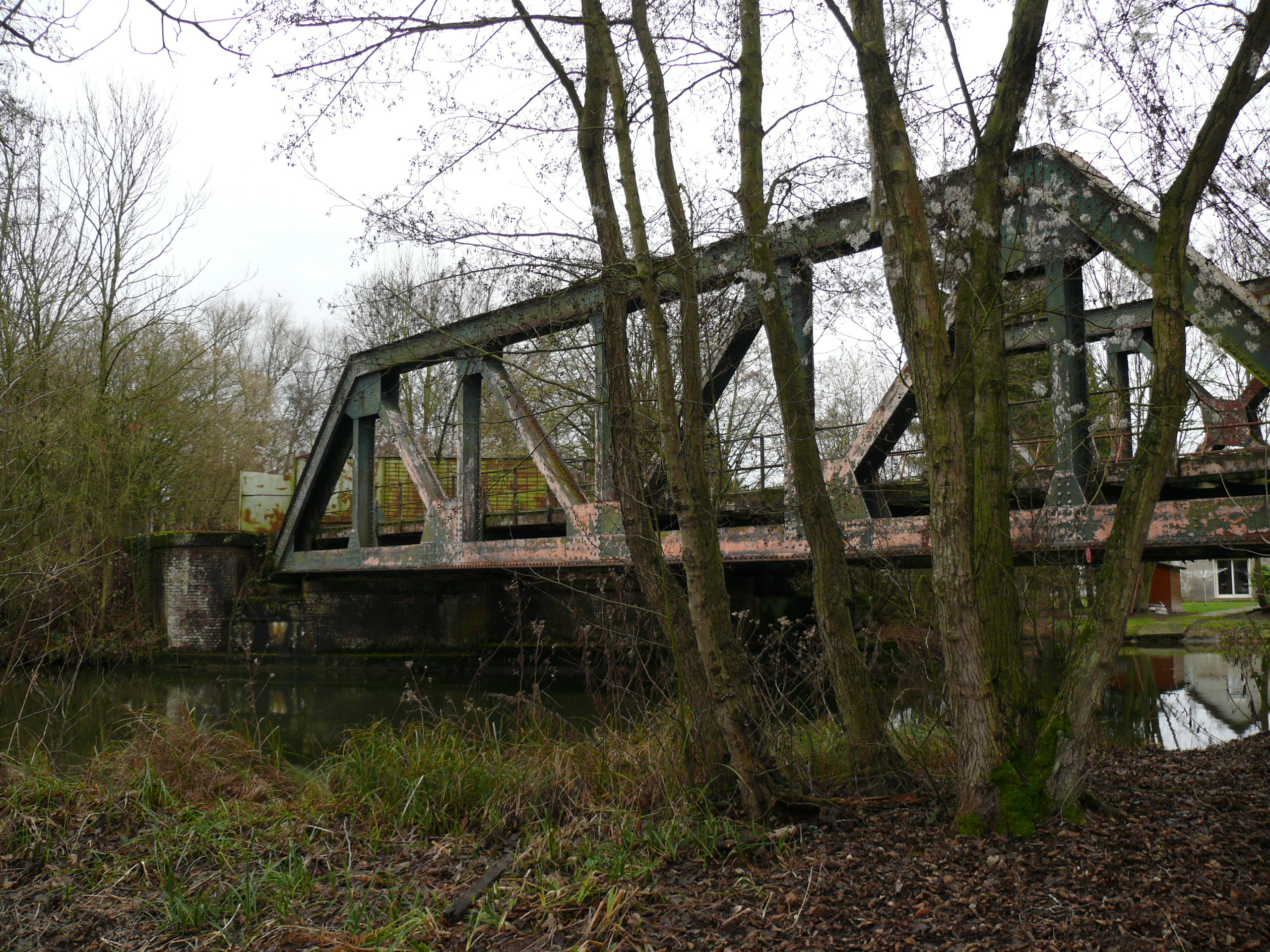
Pont d'environ 20 m d'ouverture sur la Somme, entre les deux gares de Péronne.
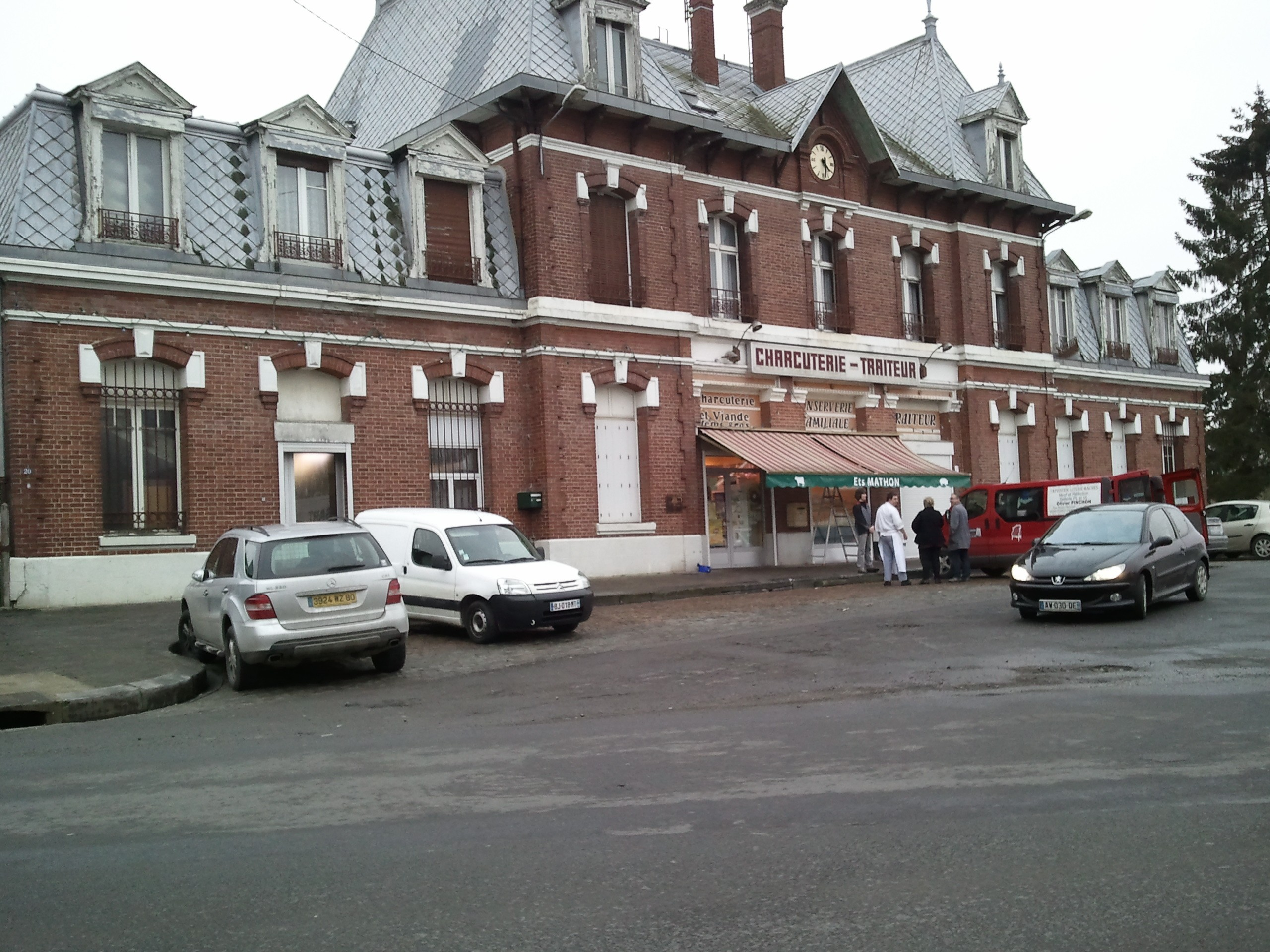
La gare de Péronne-Flamicourt, en 2012. Elle abrite un commerce local.

## Description de la ligne

### Tracé et parcours

#### Section de Saint-Just-en-Chaussée à Cambrai
La ligne quitte la gare de Saint-Just-en-Chaussée (P.K. 79,515 depuis Paris-Nord) en direction du nord, avec un tracé parallèle à la ligne de Paris-Nord à Lille, mais aussi à la ligne de La Rue-Saint-Pierre à Saint-Just-en-Chaussée qui se termine. En plus, la ligne est établie en tronc commun avec celle à voie métrique d'Estrées-Saint-Denis à Crèvecœur-le-Grand (VFIL Oise). La ligne vers cette dernière localité quitte la première le tronc commun, en bifurquant vers l'ouest. Ensuite, les lignes vers Douai et Estrées-Saint-Denis s'éloignent légèrement de la ligne principale vers Lille, et, environ 1 400 m après la gare de Saint-Just, elles passent par-dessous cette ligne principale et s'orientent vers le nord-est. Ce n'est qu'après le point d'arrêt de Plainval (P.K. 82,0) que la section à quatre files de rail prend fin, au P.K. 82,5. Moyennant une rampe de 10 ‰, la ligne atteint son premier point de faîte à 122 m au-dessus du niveau de la mer, peu avant la gare de Maignelay-Montigny (P.K. 88,2). Ensuite, elle descend, par un tracé sinueux, dans la vallée des Trois Doms et dessert la gare de Dompierre - Ferrières (P.K. 92,954). Peu au nord du point d'arrêt de Domfront - Domélien (P.K. 95,4), la ligne rejoint celle d'Ormoy-Villers à Boves et reste parallèle à cette dernière pendant les environ 4 km restants jusqu'à la gare de Montdidier (P.K. 100,155). Une correspondance avec deux lignes à voie métrique, SE Somme depuis Albert, et VFIL Oise depuis Rollot et Noyon, y est établie.
Montdidier dispose d'un point d'arrêt au sud de la ville, officiellement dénommé « Montdidier-Boulevard-de-Compiègne ». La ligne se dirige vers l'est. Ensuite, une nouvelle rampe de 10 ‰ commence et continue jusqu'au point d'arrêt de Faverolles (P.K. 104,574), mais la section jusqu'à Roye est relativement rectiligne. Laboissière - Fescamps (P.K. 109,178) est l'unique gare entre Montdidier et Roye. Les autres établissements ne sont que des points d'arrêt : Grivillers (P.K. 110,99), Dancourt (P.K. 112,7), Laucourt (P.K. 115,27) et Roye-Faubourg-Saint-Gilles (P.K. 116,8). Tout près de ce dernier point, se situe la bifurcation où aboutit la ligne de Compiègne à Roye-Faubourg-Saint-Gilles. Roye est atteinte au P.K. 119,01 ; c'est le centre d'un petit réseau à voie étroite de 600 mm, au service de l'industrie sucrière locale (société Lebaudy-Sommier).
Après Roye, la ligne prend la direction du nord. Une courte rampe de 10 ‰ suit immédiatement à la gare, puis les déclivités ne dépassent pas les 6 ‰ à 8 ‰ jusqu'à Chaulnes. Malgré un profil assez accidenté, le tracé est quasiment rectiligne une fois passés les faubourgs de Roye. Sont desservis, au passage, le point d'arrêt de Fresnoy-lès-Roye (P.K. 123,07), la gare d'Hattencourt (P.K. 126,203) et le point d'arrêt d'Hallu - Chilly (P.K. 129,213). La gare de Chaulnes, sur la ligne d'Amiens à Laon, est orientée ouest – est ; la ligne de Saint-Just décrit une courbe pour s'en approcher depuis l'ouest. Après la gare de correspondance, la ligne se dirige en direction du nord-est et comporte une section rectiligne de 5,4 km, la plus longue de la ligne. Sur cette section, se situent le point d'arrêt d'Hyencourt-le-Grand (P.K. 135,105) et la gare de Marchélepot (P.K. 138,219). Puis, la ligne descend vers la vallée de la Somme, avec une rampe de 8 ‰. Le fleuve est atteint à la gare de Pont-les-Brie, située en face de la localité de Brie, sur la rive droite. La ligne longe la Somme jusqu'à Péronne. C'est ici la section la plus basse de la ligne, située à 50 et 51 m d'altitude. S'y trouve le point d'arrêt d'Éterpigny (P.K. 145,9) et la gare de Péronne-la-Chapelette (P.K. 148,7), avec ses embranchements industriels. Le canal de la Somme et la Somme sont traversés par des ponts bientôt après cette gare. Alors que Péronne-la-Chapelette est située sur la commune de Péronne, ce n'est pas le cas de la gare de Péronne - Flamicourt (P.K. 150,220), implantée au hameau de Flamicourt de la commune de Doingt : en effet, le chef-lieu d'arrondissement est situé sur l'autre rive de la rivière Cologne. La correspondance avec deux lignes à voie métrique du réseau SE Somme (déjà rencontré à Montdidier) y est établie, l'une menant à Albert et l'autre à Offoy.
La ligne change d'orientation et tourne vers le sud-est, passant près du village de Doingt et de son point d'arrêt (P.K. 152,38). Les voies suivent maintenant la vallée humide de la Cologne. S'y trouvent la gare de Cartigny (P.K. 155,84) et celle de Tincourt-Boucly (P.K. 159,4). Entre-temps, la ligne a retrouvé son orientation initiale, dirigée vers le nord-est. Au point d'arrêt de Marquaix-Hamelet (P.K. 161,7), succède la gare de Roisel (P.K. 163,54), point de rencontre avec la ligne à voie normale d'intérêt local de la Compagnie du chemin de fer de Vélu-Bertincourt à Saint-Quentin (VBStQ), et avec l'antenne de Hargicourt de la Compagnie des chemins de fer d'intérêt local du Nord de la France (NF). Quittant la gare de Roisel vers le nord, la ligne vers Cambrai longe celle du VBStQ vers Vélu-Bertincourt pendant environ 8 km en direction du nord, avec des longues rampes de 12 ‰, et des gares à Villers-Faucon (P.K. 167,0) et Épehy (P.K. 171,3). C'est le point culminant de la ligne, à une altitude de 142 m. La ligne de Vélu-Bertincourt est franchie par la ligne de Cambrai au moyen d'un saut-de-mouton ; la première s'éloigne vers l'ouest, tandis que la seconde quitte le département de la Somme en continuant vers le nord. Sur cette section de descente dans la vallée de l'Escaut, se situent la gare de Gouzeaucourt (P.K. 176,95), première gare dans le département du Nord, et le point d'arrêt de Villers-Plouich (P.K. 179,3). L'Escaut, et son canal latéral dit de Saint-Quentin, sont franchis immédiatement avant la gare de bifurcation de Marcoing (P.K. 185,5). Y arrive la courte antenne Nord depuis Masnières (2,4 km), et c'est également le terminus d'une ligne d'intérêt local à voie normale depuis Achiet et Bapaume.
Ne restent qu'une dizaine de kilomètres à parcourir jusqu'à Cambrai, fin de la section construite initialement comme ligne d'intérêt local. Aucune gare n'existe entre Marcoing et Cambrai, mais on y trouve la halte de Rumilly-en-Cambrésis (P.K. 188,297), et les deux points d'arrêt de Faubourg-Saint-Druon et de Rue-Saint-Ladre. Ces arrêts, situés sur la commune de Cambrai, ne sont desservis que par un omnibus sur quatre, soit trois aller-retours par jour environ. La bifurcation de la Rue-Gauthier donne naissance au raccordement d'Awoingt, permettant le transit des trains de marchandises vers la ligne de Busigny à Valenciennes sans rebroussement en gare de Cambrai. Deux lignes d'intérêt local à voie métrique sont en correspondance avec les deux lignes Nord : celle de la Société des chemins de fer du Cambrésis, depuis Caudry, et celle de la SE, depuis Lourches. La ville dispose en outre d'un réseau de tramways urbains, entre 1903 et 1914.

### Caractéristiques

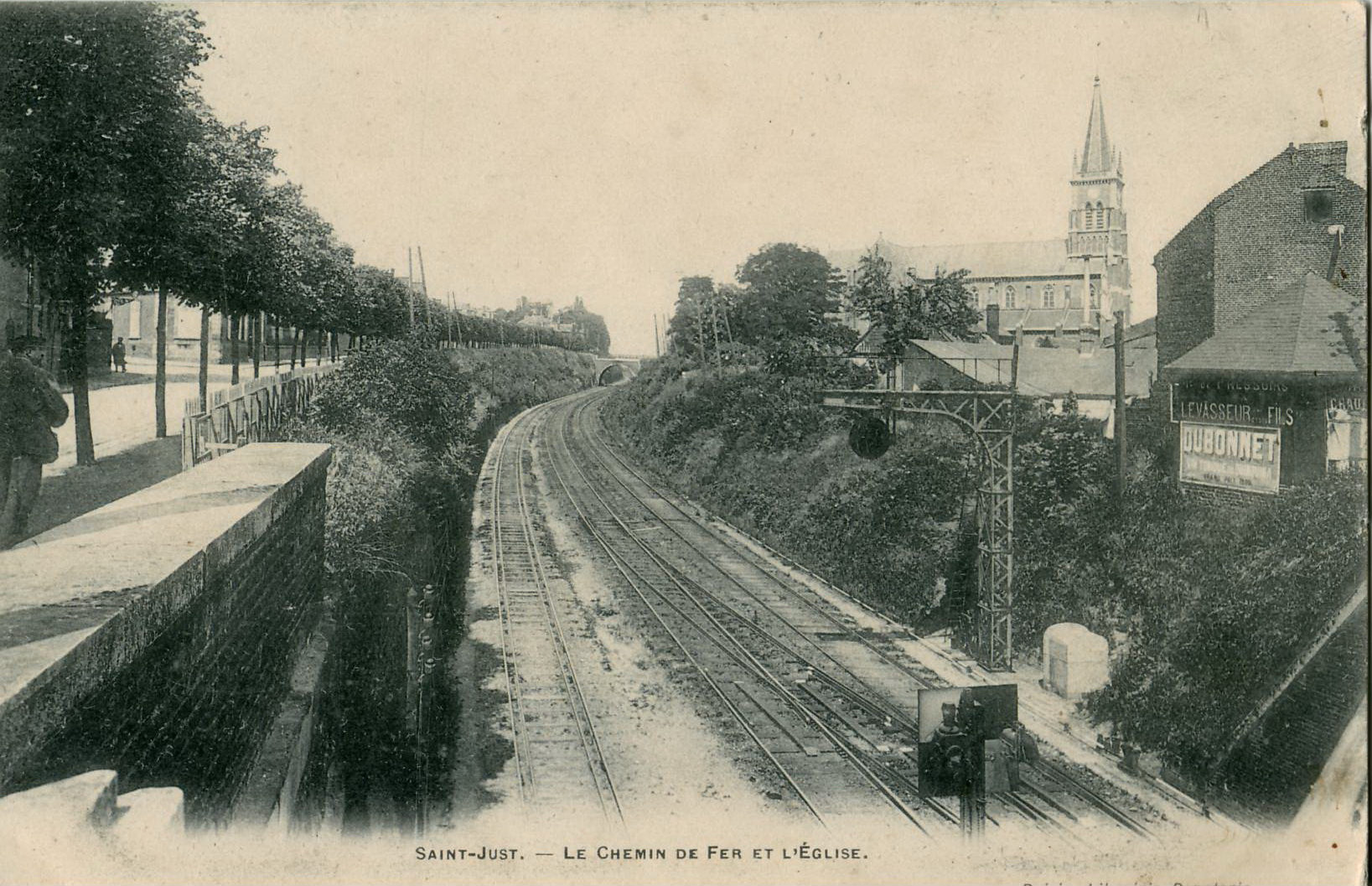
La ligne à Saint-Just-en-Chaussée dans les années 1900 : à droite, la double voie Paris - Lille, à gauche la ligne Saint-Just - Douai, en tronc commun voie normale et voie métrique de la ligne Estrées-Saint-Denis - Froissy - Crèvecœur-le-Grand.

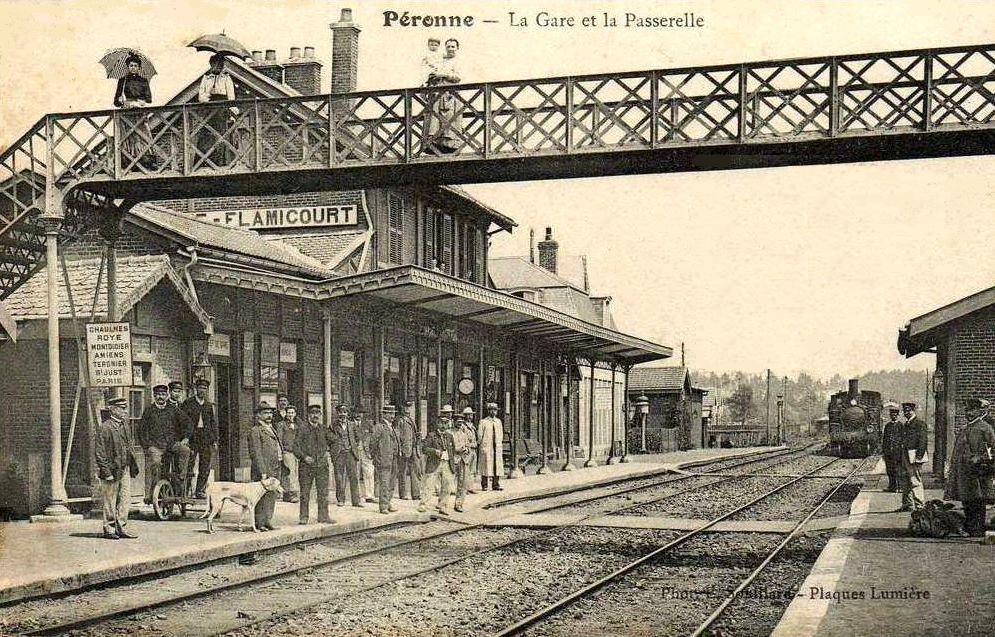
La première gare de Péronne et sa passerelle.

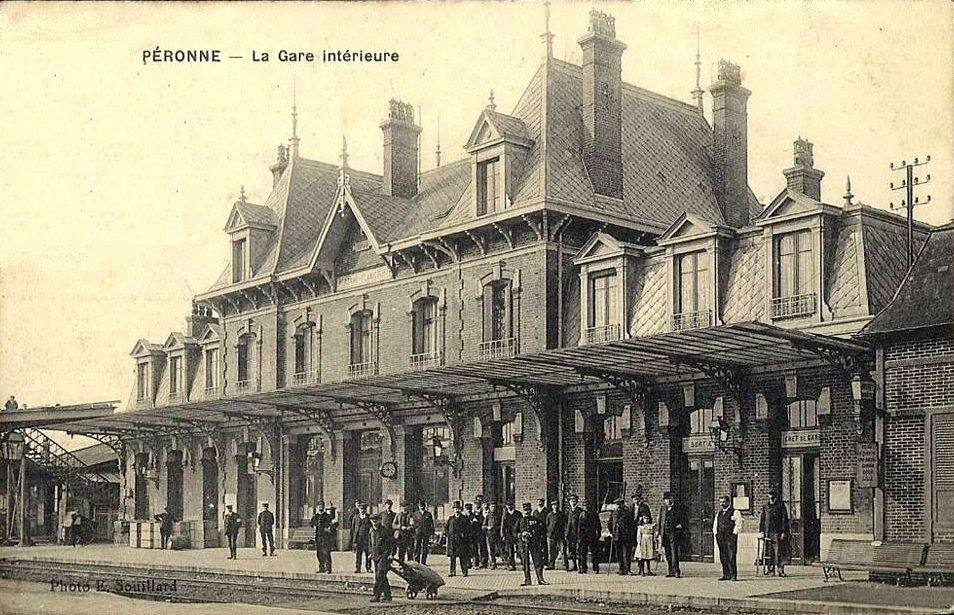
La nouvelle gare de Péronne.

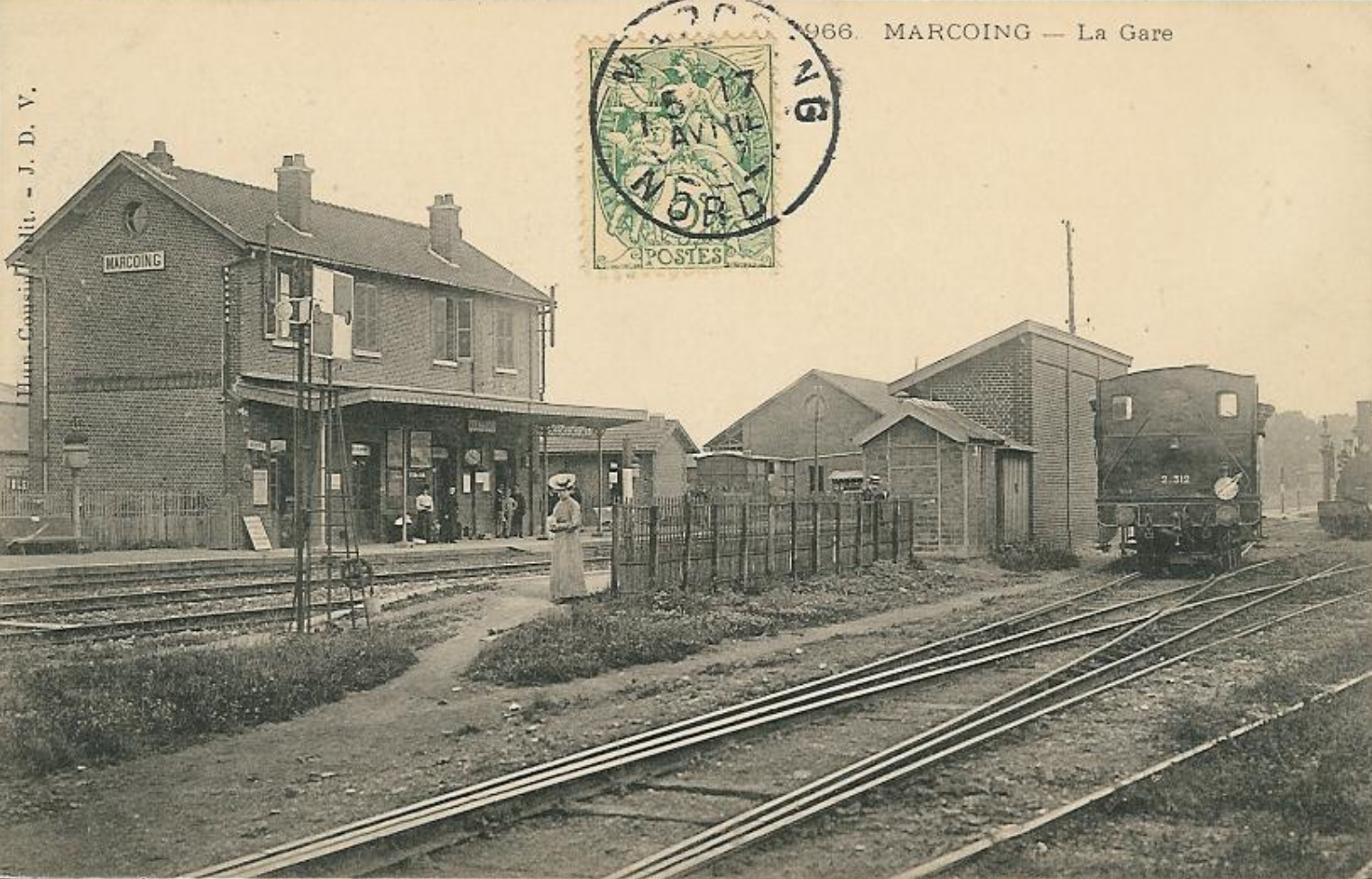
Locomotive manœuvrant en gare de Marcoing.

La ligne est initialement à double voie, sauf entre Saint-Just-en-Chaussée et Montdidier. La deuxième voie est neutralisée pendant la seconde moitié des années 1950 en raison de la diminution du trafic, sauf dans un premier temps entre Aubigny-au-Bac et Douai. La ligne est aujourd'hui scindée en deux sections indépendantes : Roye - Chaulnes - Péronne - Roisel et Villers-Faucon - Cambrai - Douai. Les sections manquantes sont déclassées (voir ci-dessus pour les dates). Or, les sections faisant encore partie du réseau ferré national ne sont plus toutes en service. D'après le document de référence du réseau ferré national (chapitre 3, annexe 4.1 - liste des sections élémentaires du réseau ferre national au 9 décembre 2012), les sections suivantes sont encore en service :
- Douai à Cambrai (n° 28050, 29,2 km) ;
- Cambrai à Marcoing (n° 28052, 8,3 km) ;
- Chaulnes à Roye (n° 28023, 13,5 km) ;

soit au total 51 km sur les 144 km de la longueur initiale de la ligne.

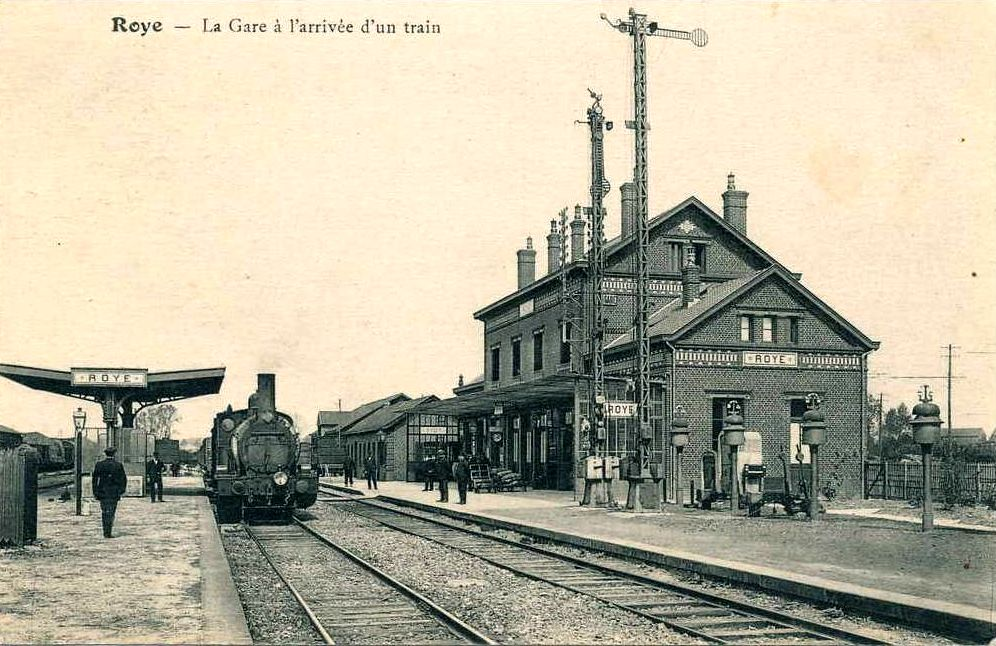
Électro-sémaphores du block manuel Lartigue Nord, dans la nouvelle gare de Roye.

Sur la section à voie unique, les gares sont configurées selon le principe de la voie directe simplifiée type Nord. L'espacement des trains se fait par cantonnement téléphonique, les gares étant par ailleurs équipées de cloches électriques type Nord pour l'annonce automatique des trains. Sur la section à double voie, le régime d'exploitation et de régulation repose sur le bloc manuel sémaphorique type Nord. Après la suppression du service voyageurs entre Saint-Just et Montdidier puis entre Montdidier et Cambrai, le régime d'exploitation et de régulation sur les tronçons maintenus ouverts devient celui de la voie unique à trafic restreint (VUTR),.
La signalisation sur la section de Cambrai à Douai toujours exploitée en service voyageurs a été modernisée avec l'installation du block manuel à voie unique (BMVU) entre Cambrai et Sin-le-Noble en 1980, puis l'installation du block automatique lumineux (BAL) entre Sin-le-Noble et Douai. La section est électrifiée en 25 kV AC, 50 Hz.
La déclivité maximale est de 10 ‰ entre Saint-Just et Chaulnes ; de 8 ‰ entre Chaulnes et Roisel ; de 12 % entre Roisel et Épehy ; et de 10 ‰ entre Cambrai et Douai (avec une très courte section de 13 ‰ entre Cantin et Sin-le-Noble).
Sur la section de Cambrai à Douai, la vitesse maximale est de 100 km/h de Cambrai à Arleux ; de 90 km/h d'Arleux à la bifurcation de Sin ; et de 110 km/h de là jusqu'à Douai, sans distinction du sens de la marche et du matériel employé. Les trains de marchandises sont autorisées à rouler entre 70 km/h et 100 km/h en fonction de leur composition et selon les sections.
Du temps de la traction à vapeur, des plaques tournantes sont disponibles à Saint-Just, Montdidier, Chaulnes, Cambrai et Douai. Les locomotives peuvent également prendre du charbon dans ces gares. Des prises d'eau existent dans ces gares ainsi qu'à Roye, Péronne, Roisel, Marcoing et Aubigny-au-Bac,.

## Matériel roulant ayant circulé sur la ligne

### Section de Saint-Just-en-Chaussée à Cambrai
La traction sur la section de Saint-Just à Cambrai est assurée par les dépôts d'Amiens, Creil et Cambrai et le dépôt-annexe de Saint-Just. Avant la Première Guerre mondiale, sont employées des 021 série 2.400, des 030 série 3.400 ou 3.600, les 030 n° 3.376 à 3.388 ex Picardie-Flandres, des 230 série 3.000, des 040 série 4.800, des 140 série 4.000 « les Bœufs » (futures 140-A), ainsi que pour les trains légers de voyageurs, des 220 T série 2.300 « Ravachol ». Après la guerre, le service de marchandises et dominé par des locomotives d'origine étrangère, à savoir les 140 ROD n° 4.1551 à 4.1663 et les G 7.2 prussiennes Armistice série 4.1000 (futures 040-B).
Avec l'horaire d'été 1936, les nouveaux autorails ADN & Standard (futurs X 23000 de la SNCF) du centre autorails de Cambrai reprennent la paire de trains directs Compiègne - Montdidier - Cambrai - Valenciennes et retour, et assurent un aller-retour partiel Montdidier - Chaulnes ainsi qu'un nouveau train direct Cambrai - Chaulnes - Amiens. Dans un premier temps, il ne circule que dans un seul sens, le retour de l'autorail s'effectuant vraisemblablement par d'autres lignes. Puis cette prestation est transformé en express Douai - Cambrai - Chaulnes - Amiens et retour au moment de la nationalisation.
Après la Seconde Guerre mondiale, les locomotives d'origine Nord assurent la majorité des trains de voyageurs et de marchandises : les 230-A, les 040-B ou D et les 140-A ou G. Elles sont occasionnellement assistées par les 141 R autorisées à remorquer 1 500 t sur la ligne, sauf sur la rampe de 12 entre Roisel et Épehy, où seulement 750 t sont autorisées. La paire d'express Valenciennes - Cambrai - Montdidier - Estrées - Creil - Paris est tractée de fin 1952 à début 1958 par la locomotive à turbines Renault 040 GA 1 et entre mars et juillet 1955 par la locomotive diesel-électrique Renault 040 DF 1 (future BB 60041). En cas d'indisponibilité de ces prototypes, une vapeur 230 D du dépôt de Creil assure la traction.
À la fin de la décennie, la traction diesel gagne du terrain avec les 040-DA Baldwin Locomotive Works (futures A1AA1A 62000), les 040-DE (futures BB 63000), les locotracteurs et les autorails. Ces derniers assurent la quasi-totalité du service voyageurs dès le début des années 1960. Aux ADN & Standard de Cambrai puis de Longueau, s'ajoutent les Renault ABJ X 3000 et les X 3800 unifiés « Picasso » de Longueau. Les trains directs n° 1908/1933 Cambrai - Paris / Paris - Valenciennes sont formés par deux Renault ABJ 1 encadrant une remorque unifiée Decauville. Pendant les dernières années d'existence de ce train-phare de la ligne, il est assuré par X 4500 de Longueau. Un train ouvrier de ramassage Épehy - Cambrai et retour est assuré en rame tractée jusqu'à la suppression du service voyageurs. Sur cette même section, le trafic de marchandises reste le domaine des A1AA1A 62000 Baldwin jusqu'au début des années 1980, détachées du dépôt de Lens à Cambrai pour cette tâche.

## Exploitation et trafic

### Section de Saint-Just-en-Chaussée à Cambrai

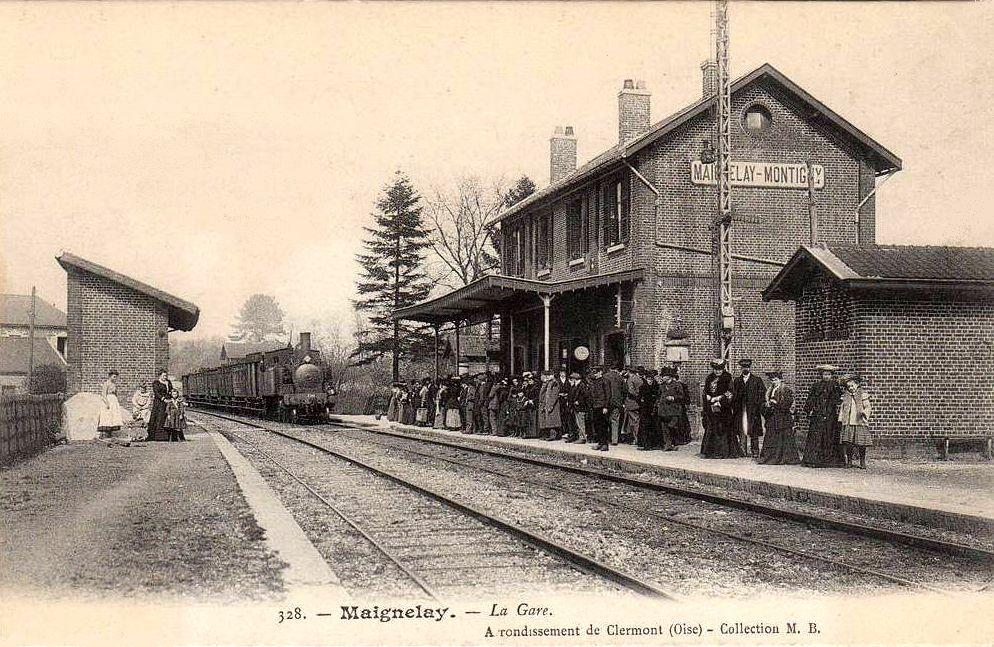
Train entrant en gare de Maignelay-Montigny, première gare intermédiaire.

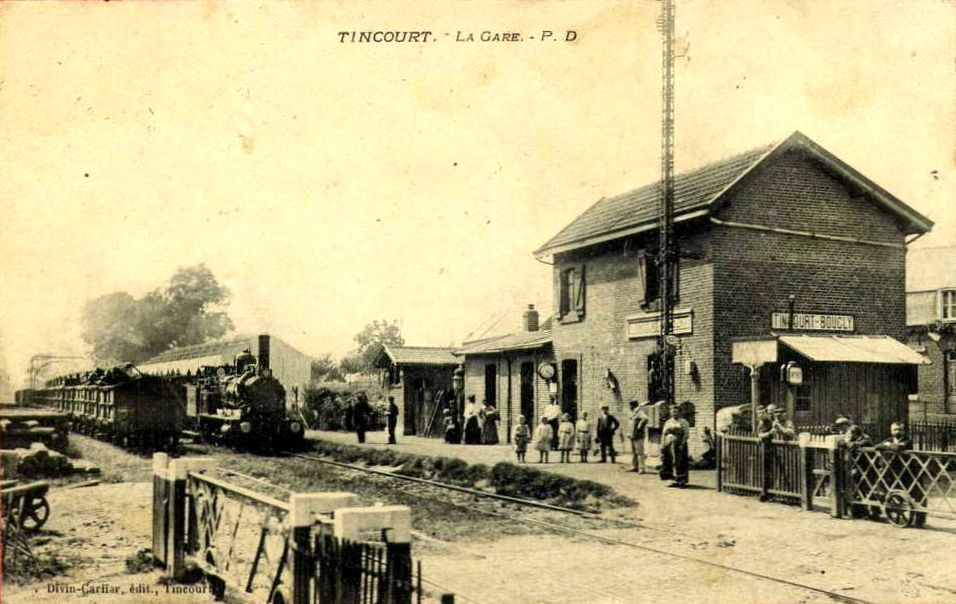
La petite gare de Tincourt-Boucly, au début du XXe siècle.

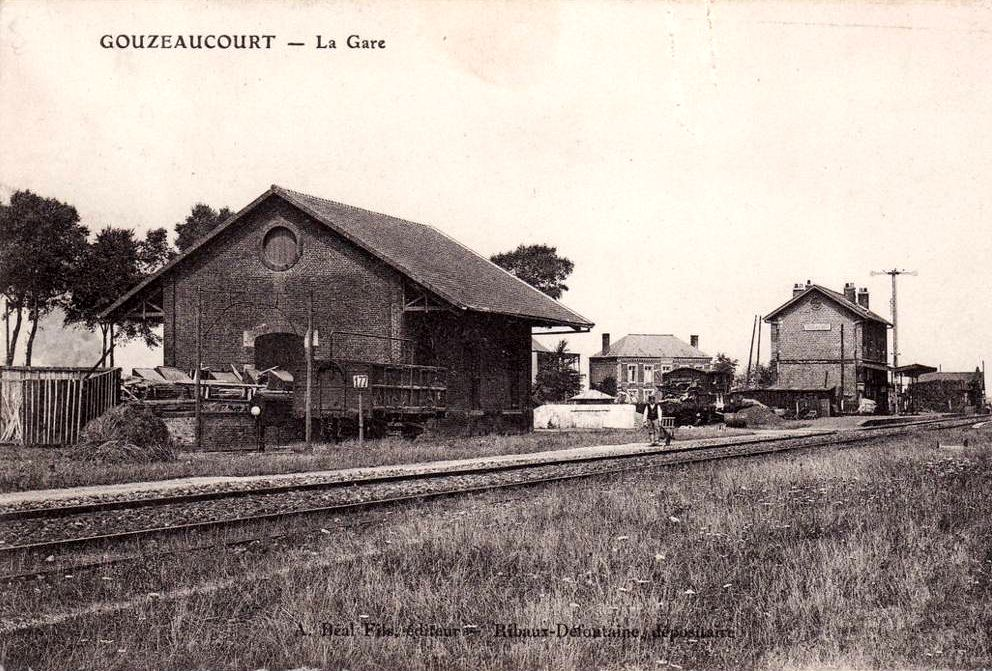
La halle à marchandises de la gare de Gouzeaucourt.

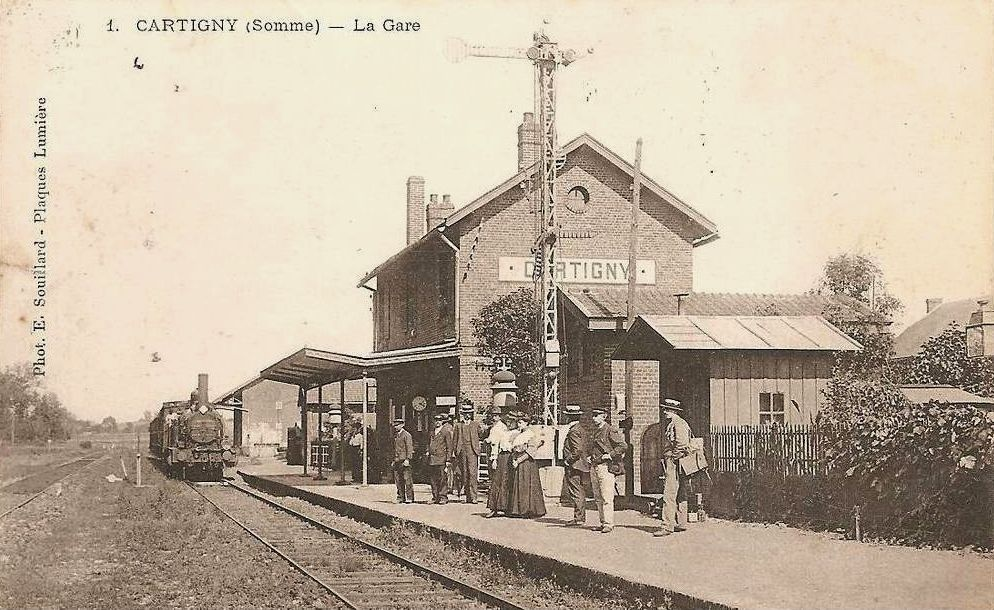
Train de voyageurs entrant en gare de Cartigny.

Bien que la ligne ait été projetée pour donner une débouché du Cambrésis sur Paris via la ligne de Paris-Nord à Lille et la gare de Saint-Just-en-Chaussée, le trafic de transit se fait en général par la ligne d'Ormoy-Villers à Boves entre la région parisienne et Montdidier. Il est par ailleurs si important que le doublement de la ligne entre Montdidier et Douai est décidée dès le début du XXe siècle, et mené à terme quelques années avant la Première Guerre mondiale. Ce doublement revêt en outre une fonction stratégique, étant donné que la ligne donne correspondance à de nombreuses autres lignes à Montdidier, Roye, Chaulnes, Péronne, Roisel, Marcoing, Cambrai et Aubigny-au-Bac. Sur la section initiale de Saint-Just à Montdidier, le trafic reste par contre toujours modeste.
Sur le plan de la desserte voyageurs, l'horaire d'été 1914 présente, selon les sections, l'offre suivante :
- de Saint-Just à Montdidier, six aller-retours par jour, dont cinq pour Cambrai et un pour Douai ;
- de Montdidier à Chaulnes, sept aller-retours par jour, dont cinq pour Cambrai et deux pour Douai ;
- de Chaulnes à Péronne, neuf aller-retours, dont cinq pour Cambrai, deux pour Douai et deux terminus Péronne - Flamicourt ;
- de Péronne à Marcoing, huit aller-retours par jour, dont cinq pour Cambrai et trois pour Douai ;
- de Marcoing à Cambrai, seize aller-retours par jour, dont douze pour Cambrai et quatre pour Douai, sept aller-retours étant origine Masnières.

Après la Première Guerre mondiale, l'offre n'atteindra plus jamais son niveau de 1914, comme c'est le cas sur nombre d'autres lignes. Par contre, des trains vers des destinations en dehors de la ligne de Saint-Just-en-Chaussée à Douai sont désormais mis en place : Cambrai - Amiens par Chaulnes et la ligne de Laon à Amiens ; Compiègne - Valenciennes par la ligne d'Ormoy-Villers à Boves entre Estrées-Saint-Denis et Montdidier (et non par la ligne de Compiègne à Roye) ainsi que par la ligne de Busigny à Somain ; express Valenciennes - Paris par Montdidier, Estrées et Creil. L'horaire d'été 1936 présente, selon les sections, l'offre suivante :
- de Saint-Just à Montdidier, quatre aller-retours par jour, dont un pour Montdidier et trois pour Cambrai (dans ce sens, le dernier train étant limité à Péronne) ;
- de Montdidier à Chaulnes, sept aller-retours par jour (comme avant-guerre), dont l'express Valenciennes - Paris et retour et l'autorail direct Compiègne - Valenciennes et retour, un autorail direct pour Chaulnes et retour, ainsi que les trois aller-retours Saint-Just - Cambrai ;
- de Chaulnes à Marcoing, huit allers et neuf retours par jour, dont l'express Valenciennes - Paris et retour, l'autorail direct Compiègne - Valenciennes et retour et l'autorail direct Douai - Amiens, deux aller-retours omnibus Cambrai - Amiens, ainsi que les trois aller-retours Saint-Just - Cambrai et un aller-retour Chaulnes - Cambrai ;
- de Marcoing à Cambrai, onze aller-retours par jour, soit les trains déjà cités pour la section de Chaulnes à Marcoing auxquels s'ajoutent trois aller-retours Masnières - Cambrai.

Le trajet Paris (dép. 19 h 39) - Cambrai (arr. 22 h 45) se fait en 3 h 06, ce qui équivaut une vitesse commerciale de 66,8 km/h pour un trajet de 204 km (soit un détour de 9 km par rapport à l'itinéraire via Saint-Just), avec douze arrêts intermédiaires. Roye est à 1 h 46 de Paris, Péronne à 2 h 14 et Roisel à 2 h 28.
Au service d'hiver 1965, dix ans après la fermeture de la section de Saint-Just à Montdidier, il n'y a déjà plus que deux aller-retours par autocar parcourant la ligne de bout en bout, mettant 40 min au lieu des 27-30 min des trains omnibus. S'y ajoutent trois aller-retours Saint-Just - Maignelay ou Dompierre. Sont proposés les trains suivants entre Montdidier et Cambrai :
- de Montdidier à Chaulnes, quatre aller-retours par jour (sept avant-guerre), dont l'express Cambrai - Paris - Valenciennes, l'autorail désormais omnibus Compiègne - Cambrai et retour, un aller et deux retours Montdidier - Cambrai, ainsi qu'un aller simple Montdidier - Chaulnes - Amiens ;
- de Chaulnes à Épehy, également quatre aller-retours par jour (moitié moins qu'avant-guerre), dont l'express Cambrai - Paris - Valenciennes, l'autorail Compiègne - Cambrai et retour, un aller et deux retours Chaulnes - Cambrai, ainsi qu'un aller simple Amiens - Chaulnes - Cambrai, plus un aller-retour Chaulnes - Cambrai circulant les samedis uniquement ;
- d'Épehy à Cambrai, toujours quatre aller-retours quotidiens, plus un train ouvrier partant à 6 h 56 pour Cambrai et en retournant à 18 h 35, les jours ouvrables uniquement, ainsi qu'un aller-retour Cambrai - Marcoing circulant le premier dimanche du mois uniquement.

Plus aucun train n'est origine ou terminus Douai, et des trains Cambrai - Amiens, ne subsiste qu'un unique aller simple. Les correspondances en gare de Chaulnes exigent le plus souvent des longues attentes pour les voyages Cambrai - Amiens, mais elles sont agencées pour permettre un changement de train immédiat pour les voyages (Montdidier -) Roye - Amiens. Ils durent 1 h 05 en moyenne. Quant aux temps de parcours de l'autorail direct pour Paris, ils restent inchangés par rapport au train tracté de 1936. Les omnibus sont par contre plus rapides grâce à la généralisation des autorails. Le trajet Montdidier - Cambrai (96 km dure entre 2 h 03 et 2 h 33, certains trains s'arrêtant plus longtemps en gare de Chaulnes pour permettre les correspondances avec Amiens. Il est à noter qu'il n'y a pas d'autocars SNCF complétant l'offre de trains amaigrie.

### Section de Cambrai à Douai
Pendant le service d'hiver 1965, la section de Cambrai à Douai est desservie par sept aller-retours du lundi au samedi et cinq les dimanches et jours fériés, tous assurés par des autorails. Ce sont des trains effectuant la navette entre les deux extrémités de la section de ligne, hormis un train qui a son origine à Saint-Quentin. Tous ces trains sont omnibus et desservent toutes les gares du parcours. Le temps de parcours s'établit entre 42 et 47 min, ce qui correspond à une vitesse commerciale de 39 km/h environ pour neuf arrêts intermédiaires.

### Situation actuelle
La section de Cambrai à Douai est desservie par des trains TER Hauts-de-France, qui sont pour la plupart origine ou destination Lille-Flandres, environ un train sur deux étant origine ou terminus Busigny à l'autre extrémité de la ligne. Les gares de Blécourt, Sancourt, Fressies et Oisy-le-Verger sont fermées, si bien qu'aucun arrêt commercial ne subsiste sur la section de 14 km entre Cambrai et Aubigny-au-Bac. Du lundi au vendredi, l'horaire est approximativement cadencé avec une fréquence de 30 min pendant les heures de pointe et de 120 min pendant les heures creuses. Cependant, la desserte des gares comprises entre Aubigny et Douai est irrégulière, Aubigny étant l'unique gare intermédiaire desservie par tous les trains (exception faite d'un aller et de deux retours directs Cambrai - Lille). Circulent dix-sept allers pour Douai et dix-huit retours du lundi au vendredi ; dix allers et onze retours le samedi ; six allers et cinq retours les dimanches et jours fériés. Le temps de parcours Cambrai - Douai est de 32 min, ce qui correspond à une vitesse commerciale de 54 km/h. Le premier train pour Lille part de Cambrai à 5 h 06, et le dernier départ de Douai a lieu à 20 h 41.
En 2012, les autocars régionaux s'étant substitués aux autocars TER de la SNCF maintiennent globalement les fréquences du milieu des années 1960, avec toutefois une réduction considérable de l'offre le week-end. Les dimanches et fêtes, un unique aller-retour circule entre Saint-Just, Montdidier, Chaulnes et Roisel. Cependant, la desserte sur la section de Roisel à Cambrai n'est pas organisée par le Conseil régional de Picardie mais par le conseil régional du Nord-Pas-de-Calais (réseau arc en ciel). Entre Roisel et Marcoing, n'existe plus qu'un unique aller-retour Roisel - Cambrai par jour du lundi au samedi, avec départ le matin et retour le soir. La possibilité de voyages entre Montdidier, Roye, Péronne et Cambrai n'existe donc plus, sans parler de voyages entre Saint-Just et Cambrai.
Entre Saint-Just et Montdidier, les cars mettent aujourd'hui 48 min, soit 8 min de plus par rapport à 1965. Entre Montdidier et Chaulnes, les cars mettent entre 47 et 56 min, comparés aux 42-45 min des autorails omnibus. Entre Chaulnes et Roisel, les cars mettent entre 47 et 61 min, comparés aux 40 min des autorails omnibus. Des correspondances favorables entre Roisel, Péronne et Amiens sont enfin assurées en gare de Chaulnes, alors que c'était uniquement le cas pour la relation Roye - Amiens du temps de l'exploitation ferroviaire. Un voyage en autocar Montdidier - Roisel dure entre 1 h 56 et 2 h 15 : avec le train, un voyage Montdidier - Cambrai était généralement possible dans le même délai.
Le temps de parcours Cambrai - Paris s'est trouvé porté à 2 h 10 environ, via Busigny et moyennant un changement en gare de Saint-Quentin, grâce à des trains n'effectuant qu'un seul arrêt entre cette ville et la gare de Paris-Nord. Par contre, les temps de parcours entre Roisel, Péronne et Roye d'une part et Paris d'autre part sont devenus dissuasifs. Avec deux changements et un détour par Amiens, le voyage Roisel - Paris dure en moyenne 3 h 30 à l'aller et 2 h 45 au retour. Pour Péronne, il faut compter 20 min en moins. Le voyage Roye - Paris prend le plus souvent plus de 3 h 00, et entre 2 h 11 et 5 h 05 au retour. L'aller-retour dans la journée nécessite un retour vers 17 h 00 depuis Paris à destination de Roisel et Péronne, voire vers 16 h 00 à destination de Roye.
La section entre Cambrai et Douai est fermée du 10 décembre 2023 à 2025 pour des travaux visant à remplacer les composantes de la voie et deux ponts ferroviaires, à Aubencheul-au-Bac et Tilloy-lez-Cambrai.